# یوسکلوسور
یوسکلوسور (نام علمی: 'Euskelosaurus') (به معنی سوسمار پادارخوب)، یک دایناسور گیاه‌خوار مربوط به دورهٔ تریاس پسین می‌باشد که در ۲۲۸ تا ۲۰۰ میلیون سال پیش می‌زیست. سنگوارهٔ این دایناسور در آفریقا کشف شده‌است و در سال ۱۸۶۶ به وسیله هوکسلی نام‌گذاری شد.
گونه خاص این جنس یوسکلوسور برونی نام دارد.

## مطالعه بیشتر
- Olshevsky, G. 2010. Dinosaur Genera List بایگانی‌شده  در ۱۵ ژوئیه ۲۰۱۱ توسط Wayback Machine. Retrieved July 7, 2010.
- Tweet, J. N.d. Thescelosaurus!. Retrieved April 16, 2009.
- Walters, M. & J. Paker 1995. Dictionary of Prehistoric Life. Claremont Books. ISBN 1-85471-648-4.
- Weishampel, D.B. , P. Dodson & H. Osmólska (Eds.) 2004. The Dinosauria, Second Edition. University of California Press, ISBN 0-520-24209-2.